# R.M. Firenze 1987-1988
Questa voce raccoglie le informazioni riguardanti la Rondinella Marzocco Firenze nelle competizioni ufficiali della stagione 1987-1988.

## Rosa
| N. |                      | Ruolo | Calciatore                 |
| -- | -------------------- | ----- | -------------------------- |
|    | Italia (bandiera)    | A     | Alfredo Aglietti           |
|    | Italia (bandiera)    | C     | Luca Aquilante             |
|    | Italia (bandiera)    | C     | Salvadore Bacci            |
|    | Italia (bandiera)    | D     | Gino Balli                 |
|    | Argentina (bandiera) | A     | Eduardo Angel Barbero      |
|    | Italia (bandiera)    | D     | Andrea Bellini             |
|    | Italia (bandiera)    | C     | Piero Braglia              |
|    | Italia (bandiera)    | D     | Fabio Cappelli             |
|    | Italia (bandiera)    | D     | Luciano Cilona             |
|    | Italia (bandiera)    | D     | Gianluca Dall'Orso         |
|    | Italia (bandiera)    | C     | Gian Salvatore Evangelista |

| N. |                   | Ruolo | Calciatore           |
| -- | ----------------- | ----- | -------------------- |
|    | Italia (bandiera) | C     | Mauro Fasolo         |
|    | Italia (bandiera) | A     | Luca Frullini        |
|    | Italia (bandiera) | D     | Antonino Imborgia    |
|    | Italia (bandiera) | P     | Marco Mori           |
|    | Italia (bandiera) | P     | Giammatteo Mareggini |
|    | Italia (bandiera) | C     | Guido Minetto        |
|    | Italia (bandiera) | P     | Wilson Montuori      |
|    | Italia (bandiera) | C     | Alessandro Romei     |
|    | Italia (bandiera) | D     | Gianluigi Sarti      |
|    | Italia (bandiera) | A     | Leonardo Surro       |